# Юзеф Святло
Юзеф Святло (пол. Józef Światło; 1 січня 1915, Медин, Австро-Угорщина — 2 вересня 1994, США), уроджений Ізаак Флейшфарб (пол. Izaak Fleischfarb) — польський офіцер комуністичної держбезпеки, перебіжчик у США. У 1944—1953 роках — активний учасник політичних репресій, підполковник, один із керівників X департаменту МГБ. Побоюючись чистки у каральному апараті ПНР, утік у Західний Берлін, звідти перебрався у США. Консультував ЦРУ, виступав на Радіо «Свобода Європа» з викриттями режиму ПОРП. Викриття Святло відіграли помітну роль у кризі ПОРП і ПНР, процесі польської десталінізації та зміні влади у країні.

## Ранні роки
Народився у багатодітній родині польських євреїв. При народженні отримав ім'я Ізаак Флейшфарб. Село Медин, де жили Флейшфарби, на той час належало Австро-Угорщині, нині — Тернопільська область України. Габріель Флейшфарб, батько Ізаака, працював комірником на млині. Його заробітки дозволяли утримувати дружину-домогосподарку, сина та чотирьох дочок. Флейшфарби були вірянами-юдеями, але ортодоксальністю не відрізнялися.
Після 1920 року, у відновленій Польщі, родина переїхала до Кракова, де Ізаак закінчив початкову школу. Вирізнявся великими здібностями. Дбав про молодших сестер, шанобливо ставився до старшої. Після школи змінив кілька професій: працював слюсарем у велосипедній майстерні та на посудному заводі, фотографом, продавцем. За відгуками сестер, з юності Ізаак відрізнявся амбітністю й агресивністю. Гостро відчуваючи національну дискримінацію, він вважав, що «єврей має стати кимось або виявиться ніким».
У 1932 році Ізаак Флейшфарб вступив у сіоністський рух Гордонія. Перейнявся комуністичними поглядами, наступного року, порвавши з сіонізмом, приєднався до Комуністичного союзу польської молоді. Одружився з комуністичною активісткою. Кілька разів заарештовувався за участь у страйках і вуличних заворушеннях, переховувався у підпіллі, відбував ув'язнення. Після кількох місяців в'язниці у 1936 році відійшов від політичної діяльності, працював продавцем у кондитерській.

## Табір і війна
У 1938 році Ізаака Флейшфарба призвали до польської армії. Брав участь в обороні Польщі від німецької агресії у вересні 1939 року. Служив у 12-му полку 6-ї піхотної дивізії Армії «Краків». Був поранений у Томашув-Мазовецькому бою, потрапив у полон, але зумів бігти на території, контрольовані радянськими військами.
У СРСР Ізаак Флейшфарб був заарештований за нелегальний перехід кордону та відправлений до виправно-трудового табору. Свою приналежність до польської комуністичної організації він вважав за краще приховати, резонно побоюючись більш жорстких репресій. У таборі був бригадиром, вирізнявся жорстоким поводженням аж до рукоприкладства.
У 1941 році Ізаак Флейшфарб був амністований. Два роки жив у Казахській РСР, працював шевцем і пекарем. У 1943 році вдруге одружився та змінив прізвище — став іменуватися Юзеф Святло. Вступив до Спілки польських патріотів та у 1-у піхотну дивізію імені Костюшка.
У роки Другої світової війни Юзеф Святло брав участь у битві під Леніно 1943 року та боях за Варшаву у 1944 році. Зважившись розкрити своє комуністичне минуле, отримав перше офіцерське звання підпоручика та посаду політрука. Організовував прокомуністичні мітинги на зайнятих територіях. Був також інформатором НКВС, брав участь у виявленні й арештах бійців Армії Крайова (АК). З жовтня 1944 року очолював слідчу службу Варшавської комендатури міліції.

## Держбезпека та репресії
1 січня 1945 року у Тимчасовому уряді Польщі було засновано Міністерство громадської безпеки (МГБ). З 3 січня узявся до служби у МГБ Юзеф Святло. Рекомендацію дав впливовий генерал Метковський. 17 січня Святло у званні капітана отримав призначення заступника начальника варшавської опергрупи МГБ.
Служив у варшавському й ольштинському управліннях безпеки, у 1946—1948 роках — заступник начальника краківського управління МГБ. Якийсь час перебував у підпорядкуванні офіцерів радянського НКВС. З 1948 до 1951 рік — майор I департаменту (контррозвідка) та Спеціального бюро (контроль над кадрами урядущої компартії ПОРП). 1 грудня 1951 року Юзеф Святло у званні підполковника призначений заступником полковника Фейгіна, директора X департаменту МГБ — «боротьба з провокаціями у робітничому русі», тобто стеження за функціонерами ПОРП.
Як функціонер МГБ Юзеф Святло був серед організаторів політичних репресій сталінського режиму Болеслава Берута. Заарештовував солдатів й офіцерів АК, активістів Польської підпільної держави, зокрема Леопольда Окулицького. Він особисто брав участь в облавах, захопленнях, допитах, зокрема з застосуванням тортур. На допитах вирізнявся жорстокістю, ображав і бив арештованих. Польським націоналістам відверто говорив, що зводить рахунки за антисемітизм. У Спецбюро та X департаменті Святло за наказом Берута заарештовував Владислава Гомулку з дружиною, Мар'яна Спихальського, Міхала Ролю-Жимерського. Був відряджений МГБ до Чехословаччини й Угорщини для спостереження за процесом Сланського та справою Райка.
Підполковник Святло висунувся до першого ряду керівництва МГБ. Мав ексклюзивний доступ до значного обсягу секретної документації. Був помітною фігурою серед члена Політбюро та секретаря ЦК ПОРП Якуба Бермана — партійного куратора репресивного апарату. Належав до очолюваної Берманом «єврейської групи» каральних органів. Розглядався поряд з такими одіозними діячами, як генерал Ромковський, полковник Ружанський, полковник Фейгін, полковник Брістігер. Відносини між ними характеризувалися як жорстка службова конкуренція, інтриги та взаємна ненависть.
Люди, які знали Юзефа Святло, відзначали його схильність до побутового розгулу. Водночас Святло не був компанійською людиною, відрізнявся похмурою замкнутістю, не мав особистих друзів. Від нього відштовхувало його грубість і зарозумілість. Було також відомо, що Святло привласнює цінні речі, вилучені у заарештованих — годинники, портсигари тощо. У маршала Ролі-Жимерського він забрав радянський орден «Перемога», інкрустований діамантами.

## Втеча
Події 1953 року у СРСР — смерть Сталіна, розстріл Берії, великі зміни у партійно-державному керівництві та початок Відлиги — віщували серйозні потрясіння східноєвропейським сталінським режимам.
Підполковник Святло помітив ці ознаки задовго до XX з'їзду КПРС. Особливе занепокоєння викликали у нього перші викриття «порушень соціалістичної законності». Зокрема, припинення «справи лікарів» Святло сприйняв не як позитивне для нього згортання антисемітської кампанії, а як небезпечне урізання повноважень держбезпеки.
Розуміючи, що вдало підходить на роль «польського Берії», Святло серйозно обмірковував, як уникнути такої долі. Найкращим варіантом вважав втечу з ПНР. Нагода представилася наприкінці 1953 року. Берман передав Святло наказ Берута: нейтралізувати журналістку Ванду Броньську (донька Мечислава Броньського). Бронська жила у Західному Берліні та працювала на Радіо Свобода Європа. МГБ ПНР погодило операцію з МДБ НДР, Фейгін і Святло провели у Східному Берліні оперативні переговори з Еріхом Мільке. Побувавши у Західному Берліні, полковник Фейгін був вражений товарним достатком і вирішив наступного дня зробити великі закупівлі.
5 грудня 1953 року Фейгін і Світло прибули до Західного Берліна. Святло дочекався, поки Фейгін затримається в магазині (намагався обміняти валюту у тютюновій лавці) та відірвався від спостереження. У найближчому поліцейському відділку він попросив доставити його до представництва США.
Кілька годин Фейгін чекав на Святло, навіть віддалено не здогадуючись про причину його зникнення. Потім він повідомив про те, що сталося до Варшави. Міністр громадської безпеки генерал Радкевич і його заступник генерал Ромковський вважали, ніби Святло викрали. При цьому вони не турбувалися за витік інформації — обидва були впевнені, що переконаний комуніст Святло буде мовчати навіть під тортурами.
Тим часом Юзеф Святло за умов суворої таємності запропонував співпрацю представникам американських спецслужб. Пропозиція була прийнята. 6 грудня він був доставлений із Західного Берліна до Франкфурта, а 23 грудня вивезений до Вашингтона.

## Викриття
Інформація Юзефа Святло представляла велику цінність для спецслужб і пропаганди. Надані ним матеріали про становище у польській партійно-державній верхівці та керівництві каральних органів ретельно вивчалися ЦРУ.
28 вересня 1954 року була проведена перша публічна пресконференція Юзефа Святло — «з ефектом бомби, що розірвалася». 20 жовтня 1954 року на «Радіо Свобода Європа» розпочався цикл передач «За лаштунками держбезпеки та партії». Усього відбулося 139 радіопередач Святло. Написані ним брошури закидалися до Польщі на повітряних кулях.
У коротких, але містких виступах Святло жорстко та безпосередньо — з прізвищами, датами, обставинами — викривав репресії, демонстрував виворот каральних органів, наводив приголомшлеві факти жорстокості, користі, розпусти, повної відсутності гуманності та патріотизму. Озвучувалися навіть скандальні подробиці особистого життя найвищих керівників — наприклад, позашлюбний зв'язок Бермана з Брістігер. Спростувати все це виявилося неможливо.
Співпраця з Юзефом Святло створювало серйозну моральну проблему для польської антикомуністичної еміграції. Він сприймався як «рідкісне втілення всіх вад комуністичного режиму». За характером вкрай цинічний, Святло не тільки не соромився та не приховував, але зухвало бравівував колишньою участю у розправах, тортурах і вбивствах. Це викликало сильне відторгнення. Проте керівник польської редакції РСЄ Ян Новак-Єзьораньський особисто ухвалив рішення допустити Святло в ефір.
У ПНР офіційну інформацію про втечу Юзефа Святло було опубліковано у жовтні 1954 року. Наслідки цієї події для керівництва ПОРП й особливо для МГБ характеризувалися як «землетрус». Радянське посольство екстрено доповідало про подію міністру закордонних справ В'ячеславу Молотову. Ім'я перебіжчика викликало лють і ненависть. Францишек Шляхциц погрожував особисто застрелити Святло, Юзеф Ружанський проклинав його як «зрадника», Анатоль Фейгін гарячково намагався відмежуватися від колишньої спільної діяльності. Смерті Святло вимагав навіть Владислав Гомулка. Громадські викриття не вдавалося заглушити. Влада перебувала у розгубленості, змушена була пояснюватися і виправдовуватися. Доводилося йти на реальні поступки суспільству: так, міністр Радкевич наказав припинити на допитах фізичне насильство.
У грудні 1954 року МГБ розформували та заснували Комітет громадської безпеки у зниженому статусі та з урізаними повноваженнями. Ромковського, Ружанського, Фейгіна заарештували та засудили за зловживання владою, Брістігер звільнили з органів держбезпеки. Поступово втратив владу та вплив Берман. Положення у Польщі змінювалося, посилювалися тенденції «відлиги». У жовтні 1956 року першим секретарем ЦК ПОРП став Владислав Гомулка, який виступав під гаслами демократизації та реформ. Втеча Юзефа Святло, зрозуміло, не була ні єдиною, ні головною причиною змін, але зіграла у них досить помітну роль.

## Життя в Америці
Понад сорок років Юзеф Святло прожив у США під програмою захисту свідків. Подробиці цього періоду життя у деталях невідомі. Повідомлялося про зміну його зовнішності. У свій час ходили чутки про загибель Святло в автокатастрофі, які виявилися помилковими. Імовірно він працював у ЦРУ як консультант, потім жив на власній фермі. Носив дошлюбне прізвище матері — Візельтур. Переховуватися йому доводилося не лише від польської комуністичної держбезпеки, а й від поляків-антикомуністів, які прагнули помститися за тортури та вбивства часів його служби у МГБ.
Американські знайомі Святло згадували його як «невисоку людину у рогових окулярах, добре одягнену, зневажливу у спілкуванні». Він залишався нахабним циніком і навіть не приховував прізвиська «М'ясник», отриманого від ув'язнених.
Регулярних зв'язків із польськими родичами Святло не підтримував. Його перша дружина Фріда Золман, ймовірно, загинула як єврейка під час нацистської окупації. Друга дружина Юстина Святло з двома дітьми була їм залишена при втечі. Під час антисемітської кампанії 1968 року дружина та діти Юзефа Святло емігрували до Ізраїлю. У 1990 році син Святло надав історику Анджею Пачковському фотографію свого батька — сивобородого, у бейсболці, на тлі типового пейзажу американського Півдня.
На запит Інституту національної пам'яті у 2010 році Держдепартамент США повідомив, що Юзеф Святло помер 2 вересня 1994 року — без будь-яких подробиць.

## Образ і пам'ять
У 1985 році польське емігрантське видавництво випустило у Лондоні збірку радіопередач Святло «Mowi Jozef Swiatlo: Za kulisami bezpieki i partii 1940—1955» («Говорить Юзеф Святло: За лаштунками держбезпеки та партії 1940—1955»). У 2009 році вийшла друком книга Анджея Пачковського «Trzy twarze Józefa Światły» («Три особи Юзефа Святло»).
Біографія й образ Юзефа Святло, як і раніше, викликають у Польщі інтерес і полеміку. Висуваються різні версії його втечі, зокрема конспірологічні. Професор Пачковський вважає, що Святло спробував спокутувати скоєні злочини, але залишився негативним персонажем польської історії.